# Francisco Javier Ovalle
Francisco Javier Ovalle Bezanilla (Santiago; 10 de mayo de 1816-ibídem, 9 de junio de 1873) fue un político chileno.

## Primeros años de vida
Fue el tercer hijo del matrimonio, del presidente de Chile José Tomás Ovalle Bezanilla (1829-1830 y 1830-1831), y de Rafaela Bezanilla Bezanilla. Realizó sus estudios en el Instituto Nacional, se tituló de abogado en 1840, llegando a ser un reconocido jurisconsulto.
Contrajo matrimonio con María Concepción Reyes, teniendo tres hijos.

## Vida pública
Se desempeñó como empleado del Ministerio del Interior. En 1838, en calidad de oficial de la legación, fue enviado al Perú bajo el mando del exministro de su padre, Mariano Egaña.
Ovalle permaneció como diputado desde 1852 hasta 1858. 
En 1855 el presidente Manuel Montt lo nombró ministro de justicia, entre sus obras en esta cartera cuenta la promulgación del Código Civil de Chile elaborado por Andrés Bello y el envío de este proyecto al Congreso Nacional de Chile, fue promovido a ministro del Interior y Relaciones Exteriores al año siguiente, ocupando el cargo entre 1856 y 1857, sin embargo el panorama se pone tenso, debió intervenir en la Cuestión del Sacristán, finalmente deja el cargo a un año de ser designado. 
Electo diputado propietario por Rere, período 1858-1861; ocupó la presidencia de la Cámara, el 4 de junio de 1859 hasta el 6 de junio de 1861; integró la Comisión Permanente de Gobierno y Relaciones Exteriores.
En 1859 adquirió la Chacra Lo Beltrán, situada entre el río Mapocho y el camino de Vitacura, que fuera donada por el Cabildo de Santiago en 1817, al General José de San Martín.
Tras el fin del gobierno de Montt, es electo senador propietario, como miembro del Partido Nacional, período 1861-1870; integró la Comisión Permanente de Gobierno y Relaciones Exteriores. Miembro de la Comisión Conservadora para el receso 1862-1863 y 1863-1864. Fallece el 9 de junio de 1873.